# Aeropuerto Internacional de Aguascalientes
El Aeropuerto Internacional Lic. Jesús Terán Peredo o Aeropuerto Internacional de Aguascalientes (Código IATA: AGU, código OACI: MMAS, código DGAC: AGU) es un aeropuerto internacional localizado a 24 kilómetros al sur de la ciudad capital de Aguascalientes, México, y se ocupa del tráfico aéreo nacional e internacional de la zona.

## Información
Las instalaciones comerciales del aeropuerto consisten en una terminal, que cuenta con 4 posiciones de contacto más 3 remotas usadas por líneas secundarias. La terminal fue remodelada recientemente y expandida para satisfacer la creciente demanda. El aeropuerto ahora es capaz de atender a 1,5 millones de pasajeros.
Para 2019, Aguascalientes recibió a 847,975 pasajeros, mientras que para 2019 recibió a 475,600 pasajeros según datos publicados por el Grupo Aeroportuario del Pacífico. 
Diversas amenidades fueron abiertas recientemente, como la introducción de un nuevo restaurante en el nivel superior del aeropuerto, y nuevos mostradores de documentación, entre otras. 
El aeropuerto cuenta con la exclusiva sala VIP, el VIP Lounge Aguascalientes.
El aeropuerto fue nombrado por Jesús Terán Peredo, Gobernador de Aguascalientes y una de las primeras personas en reconocer a Benito Juárez como presidente de México.

## Aerolíneas y destinos

### Pasajeros

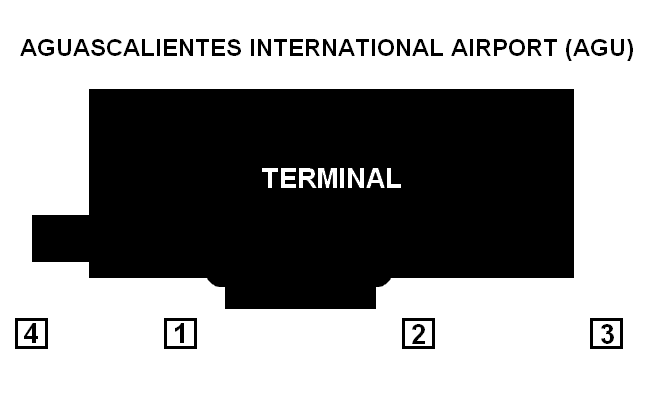
Mapa de la terminal.

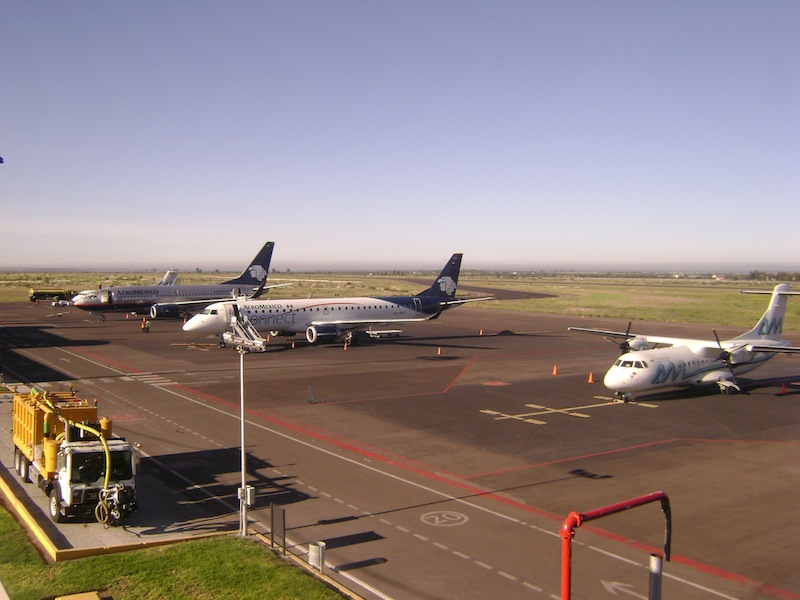
Plataforma comercial del aeropuerto.

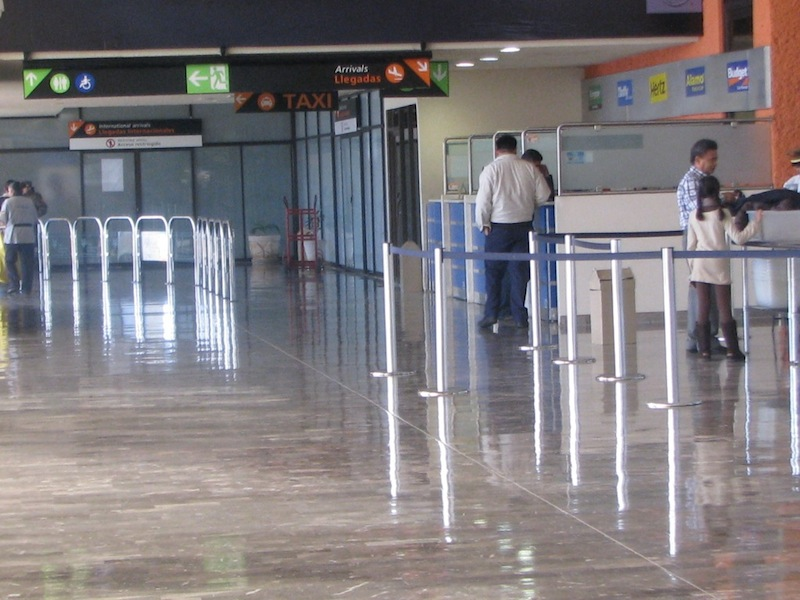
Pasillo principal del aeropuerto.

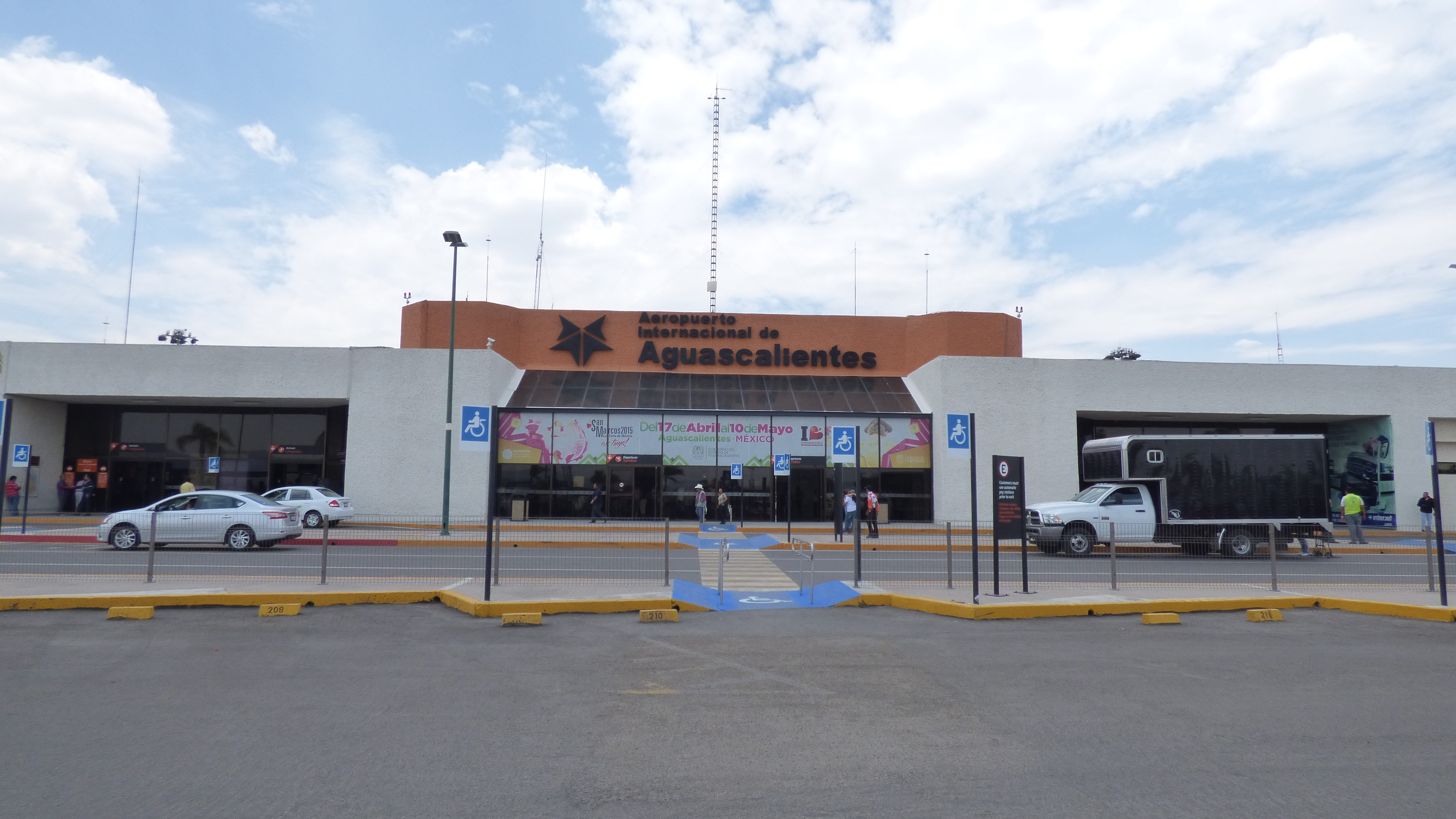
Terminal de pasajeros

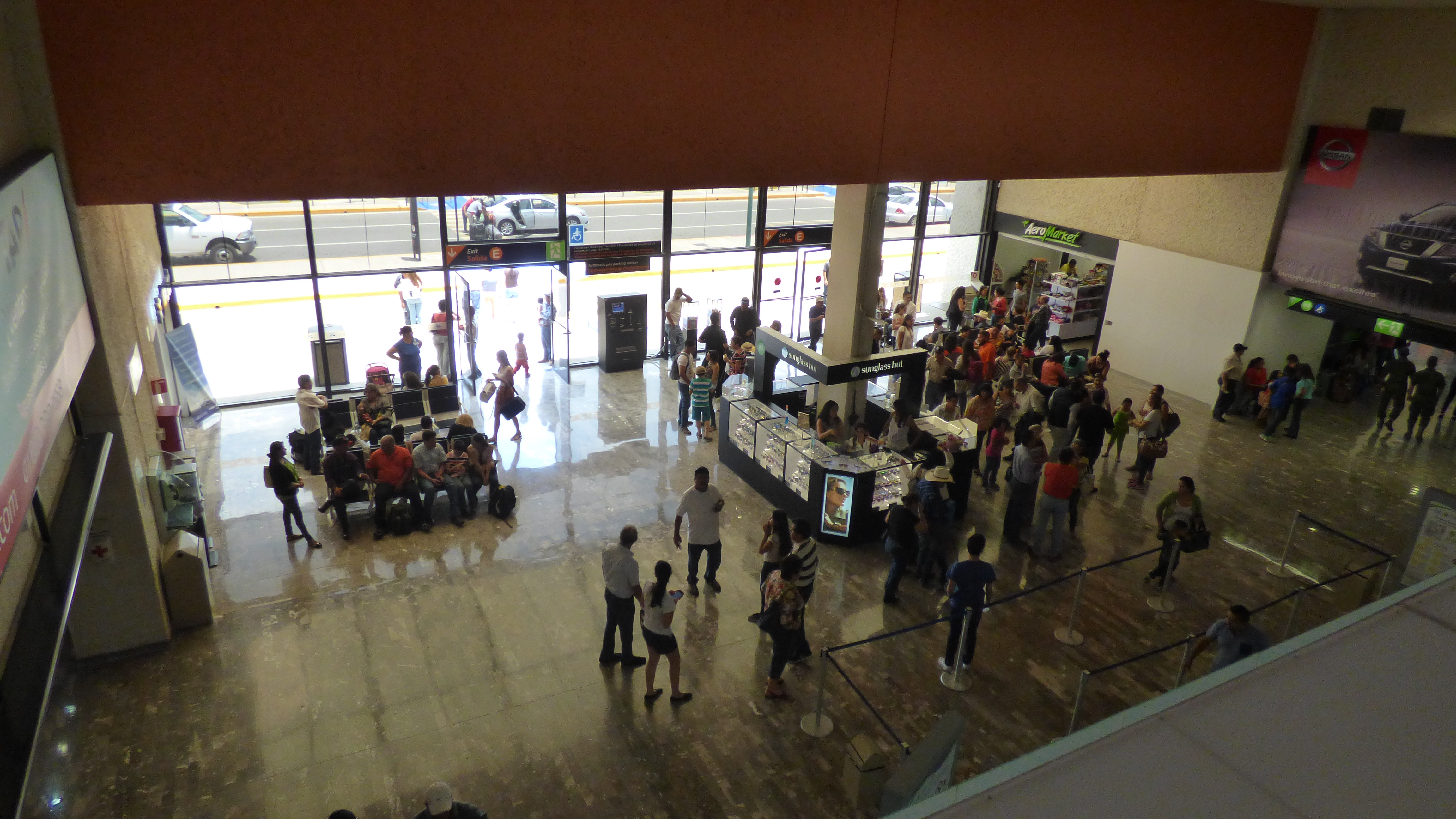
Pasillo principal de la terminal de pasajeros.

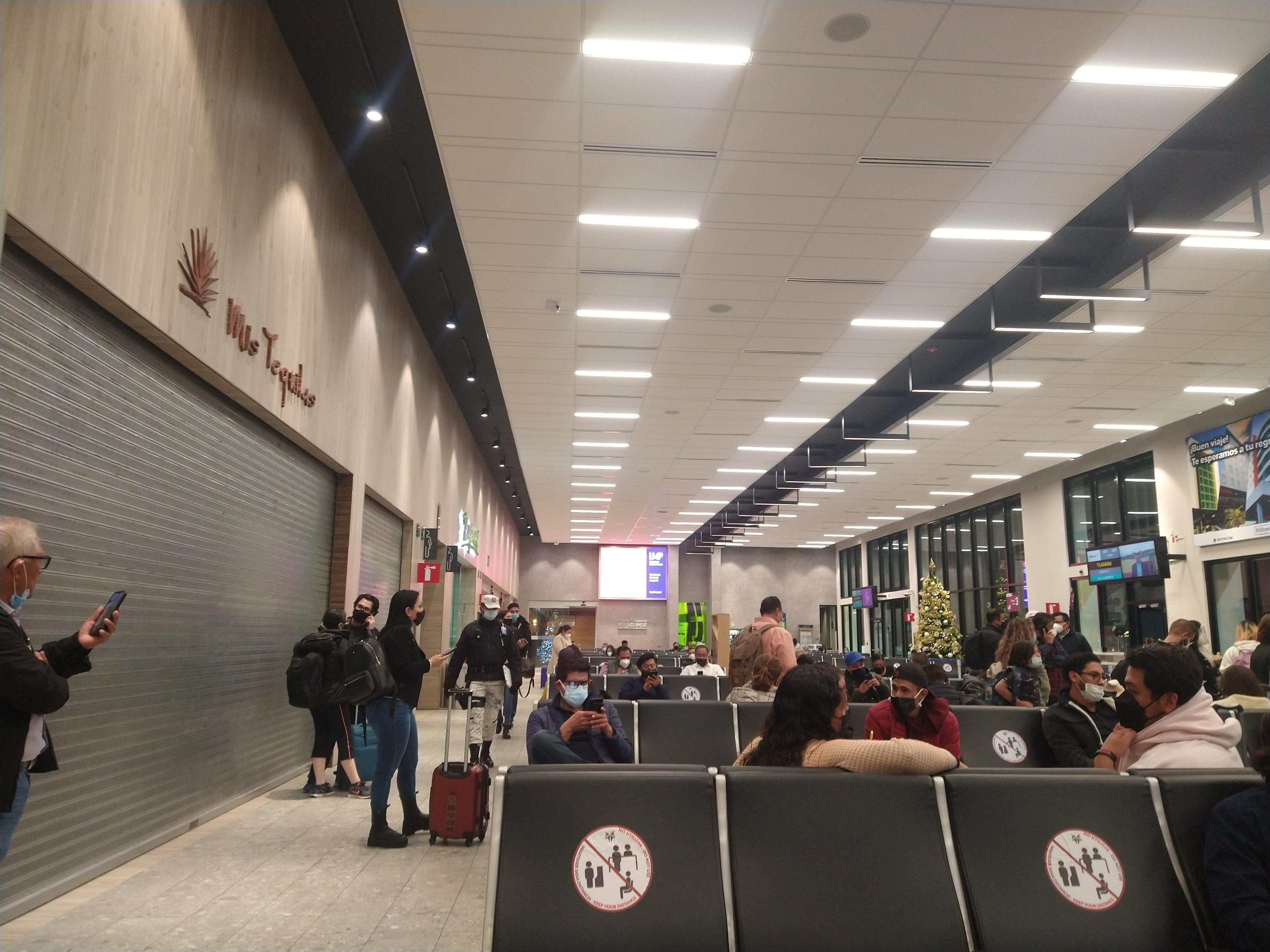
Sala de última espera.

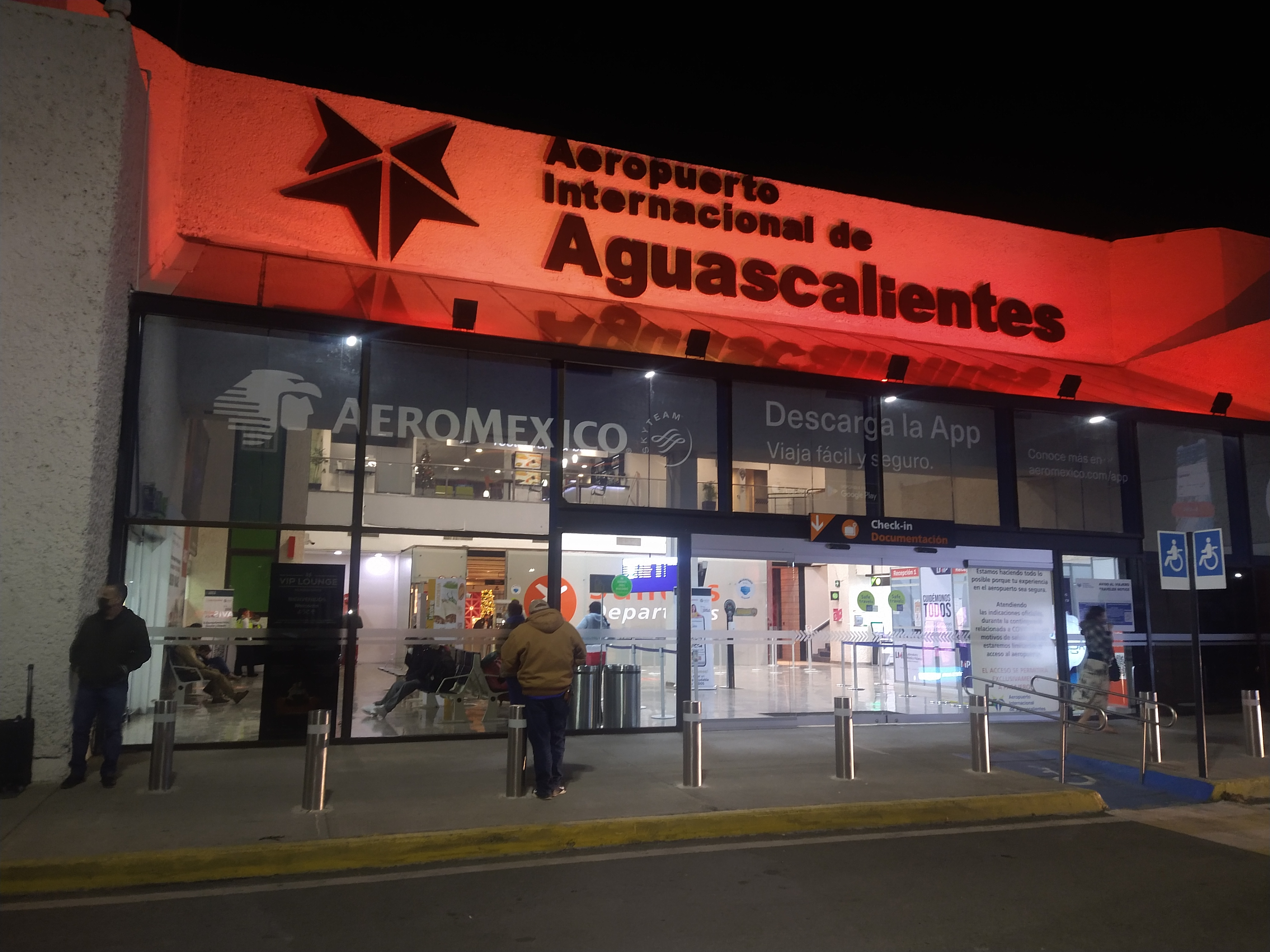
Entrada principal del aeropuerto.

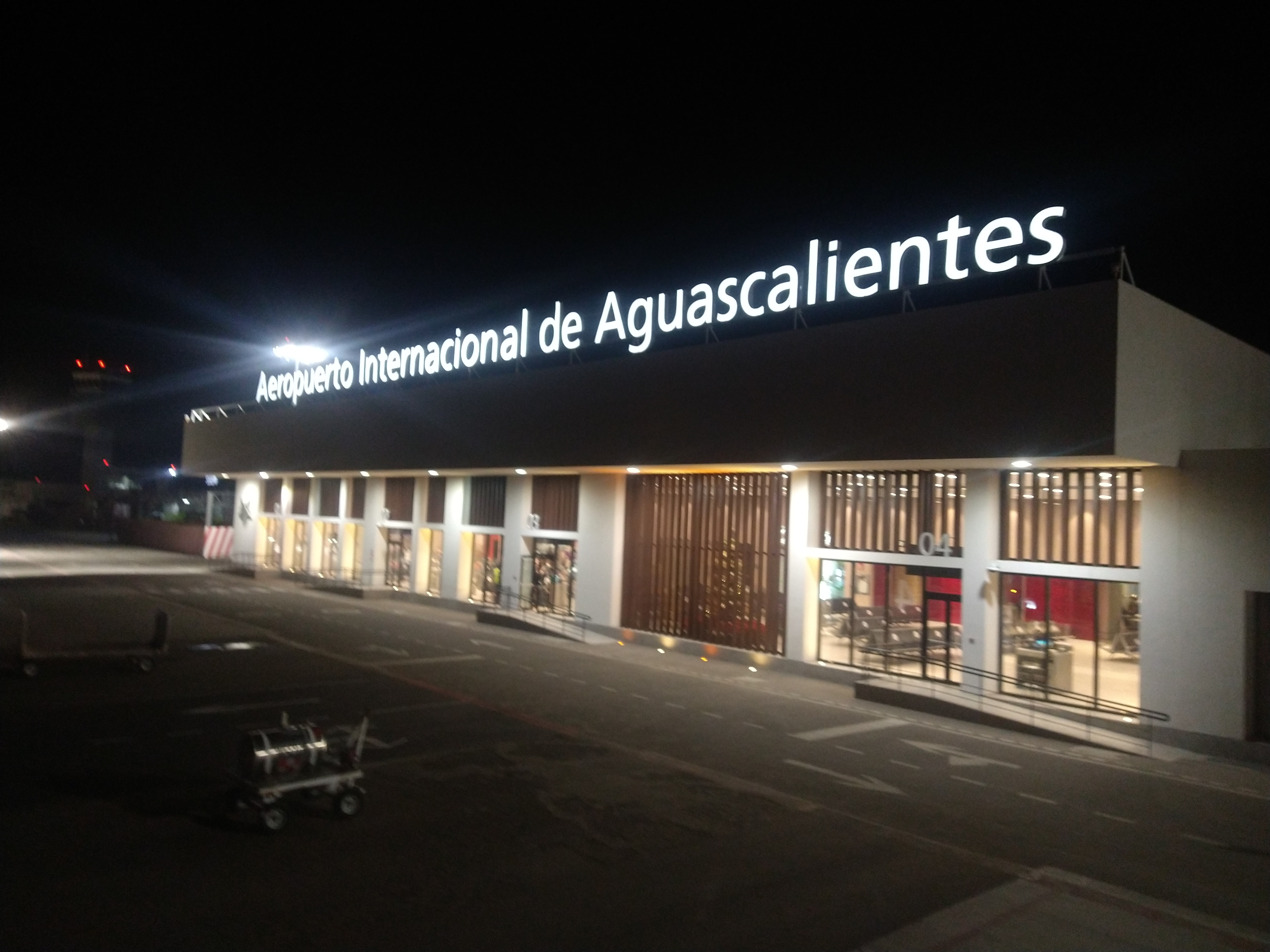
Zona de puertas.

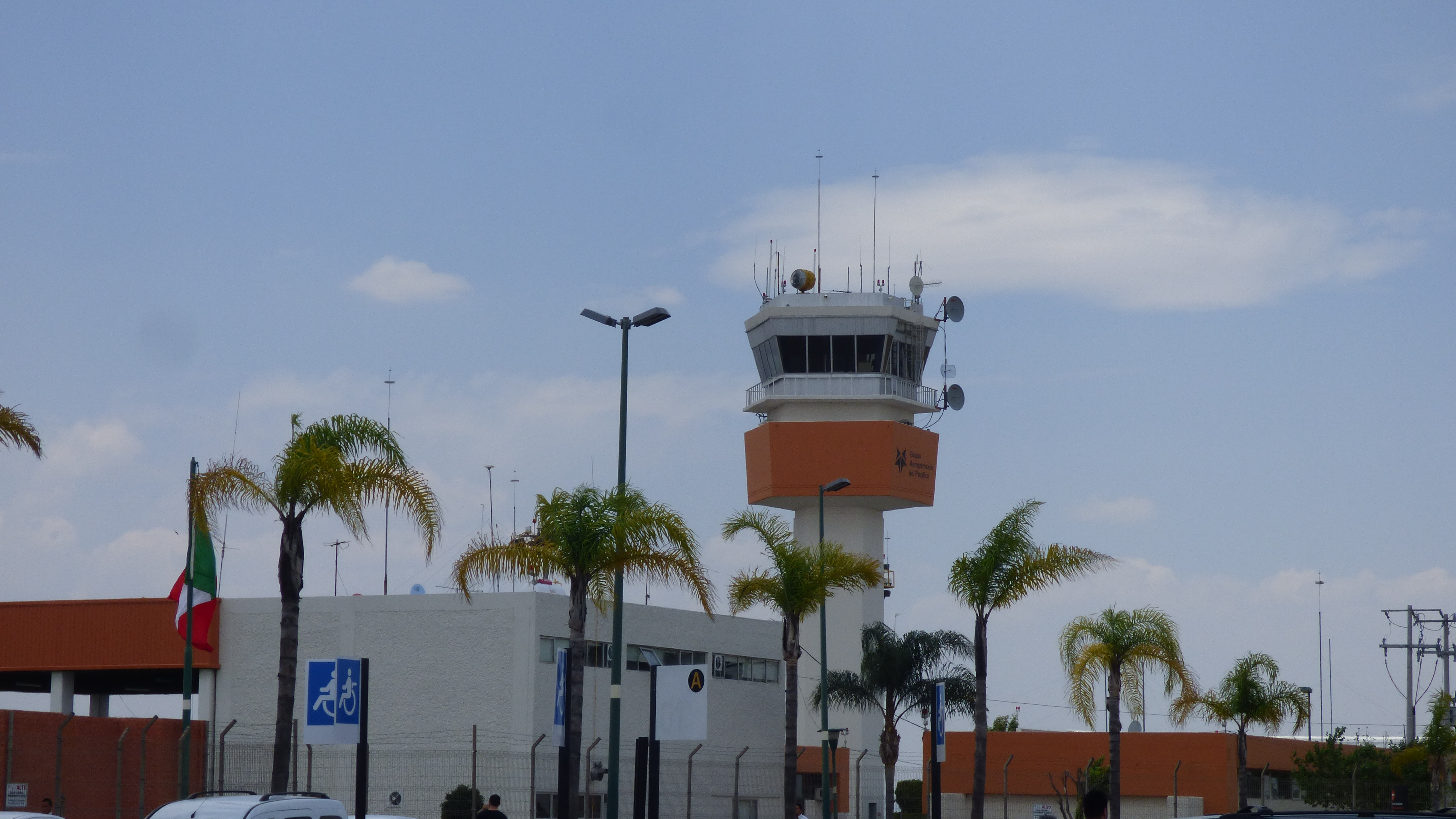
Torre de Control.

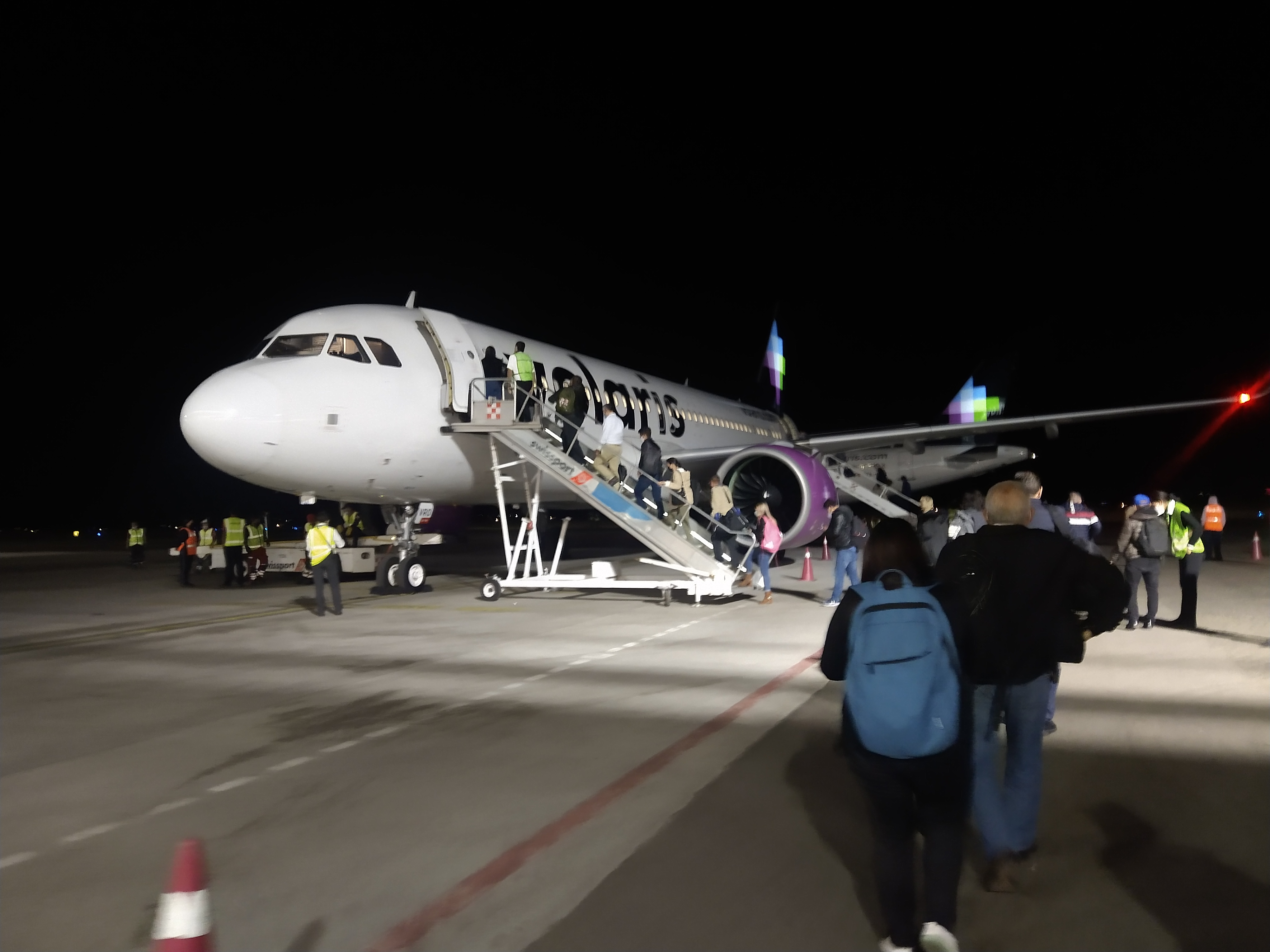
Airbus A320 de Volaris.

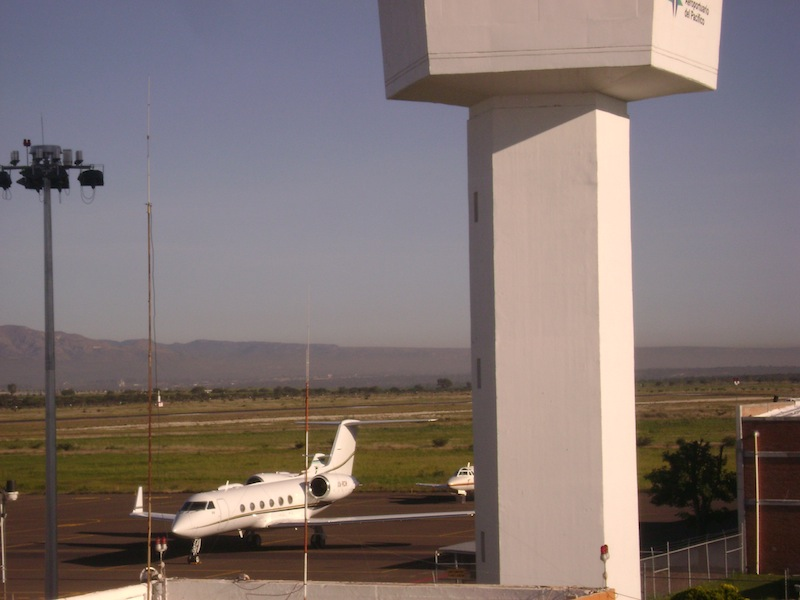
Avión ejecutivo en el aeropuerto.

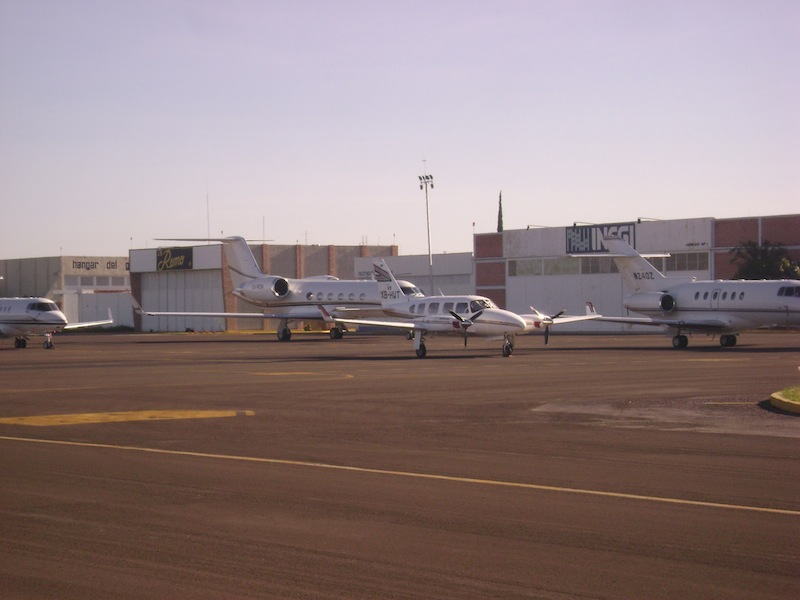
Plataforma de aviación general.

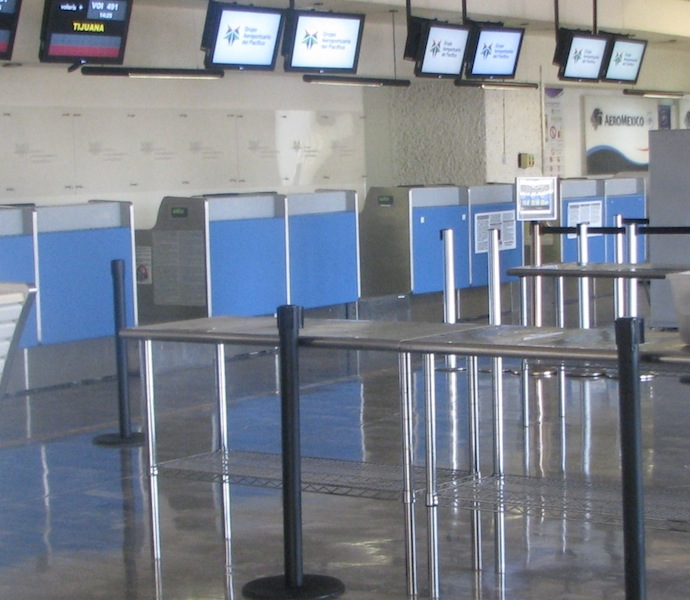
Mostradores de documentación.

| Destinos por aerolínea                                                                               | Destinos por aerolínea                       | Destinos por aerolínea | Destinos por aerolínea | Destinos por aerolínea |
| Aerolínea                                                                                            | Destinos                                     |                        |                        |                        |
| --- | -------------------------------------------- | ---------------------- | ---------------------- | ---------------------- |
| Aeroméxico                                                                                           | Ciudad de México                             |                        |                        |                        |
| Aeroméxico Connect                                                                                   | Ciudad de México                             |                        |                        |                        |
| American Eagle                                                                                       | Dallas/Fort Worth                            |                        |                        |                        |
| Magnicharters                                                                                        | Estacional: Cancún                           |                        |                        |                        |
| TAR                                                                                                  | La Paz, Monterrey, Puerto Vallarta           |                        |                        |                        |
| United Express                                                                                       | Houston-Intercontinental                     |                        |                        |                        |
| Volaris                                                                                              | Cancún, Chicago–Midway, Los Ángeles, Tijuana |                        |                        |                        |
| Total: 10 destinos (6 nacionales, 4 internacionales), 7 aerolíneas (5 nacionales, 2 internacionales) |                                              |                        |                        |                        |

### Destinos nacionales

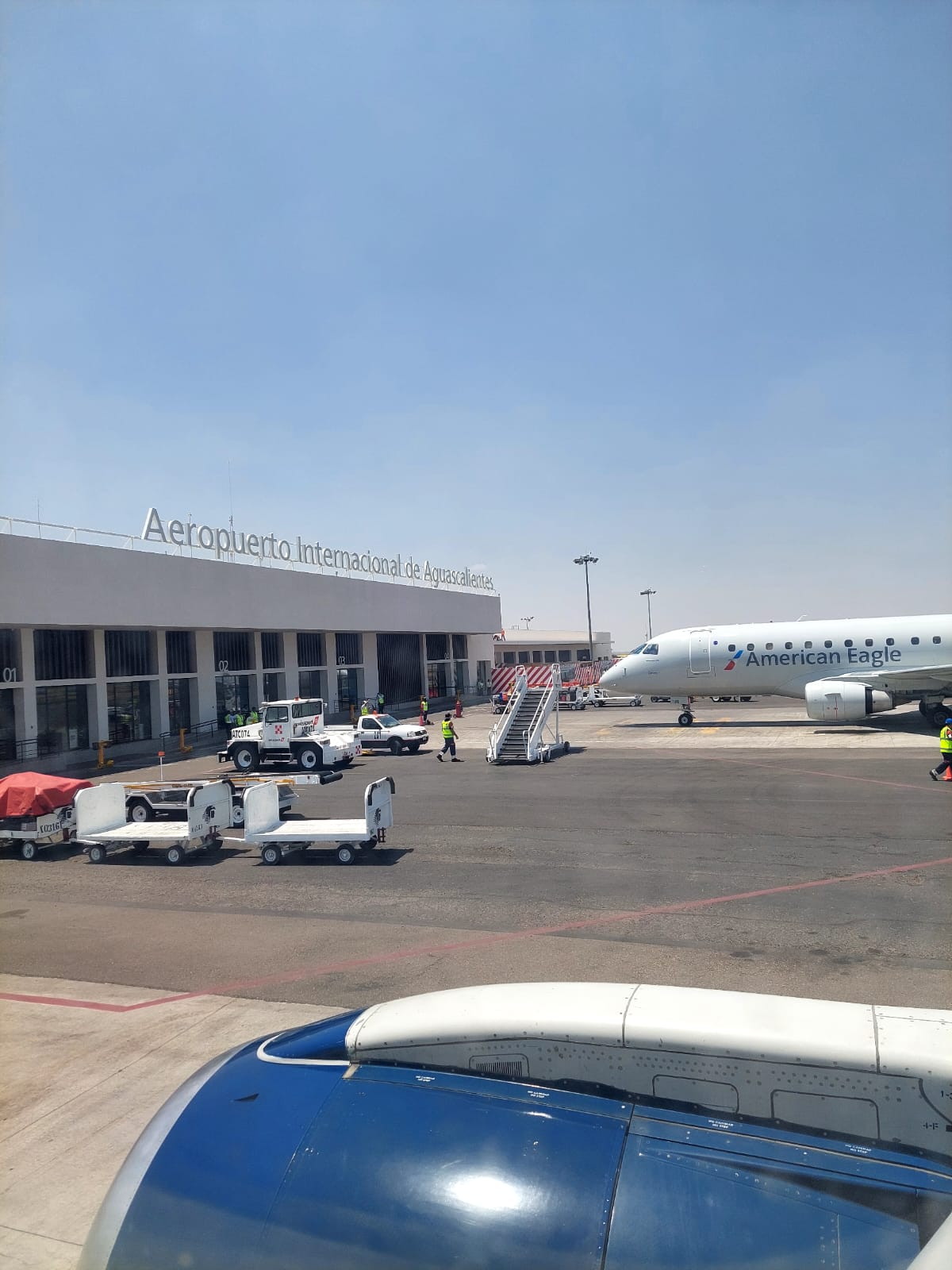
Lado aire del aeropuerto.

Se brinda servicio a 6 ciudades dentro del país a cargo de 5 aerolíneas. El destino de Aeroméxico también es operado por Aeroméxico Connect.
| Cancún (CUN)           |   | • |   | • |   | 2 |
| Ciudad de México (MEX) |   |   | • |   |   | 1 |
| La Paz (LAP)           | • |   |   |   |   | 1 |
| Monterrey (MTY)        | • |   |   |   |   | 1 |
| Puerto Vallarta (PVR)  | • |   |   |   |   | 1 |
| Tijuana (TIJ)          |   | • |   |   |   | 1 |
| Total                  | 3 | 2 | 1 | 1 | 0 | 6 |

### Destinos internacionales
Se brinda servicio a 4 ciudades extranjeras en Estados Unidos, a cargo de 3 aerolíneas.
| Ciudades                                  | Nombre del aeropuerto                         | Aerolíneas     |              |              |
| Norteamérica                              | Norteamérica                                  | Norteamérica   | Norteamérica | Norteamérica |
| ----------------------------------------- | --------------------------------------------- | -------------- | ------------ | ------------ |
| Estados Unidos (4 destinos, 3 aerolíneas) |                                               |                |              |              |
| Chicago (Illinois)                        | Aeropuerto Internacional Midway               | Volaris        |              |              |
| Dallas (Texas)                            | Aeropuerto Internacional de Dallas-Fort Worth | American Eagle |              |              |
| Houston (Texas)                           | Aeropuerto Intercontinental George Bush       | United Express |              |              |
| Los Ángeles (California)                  | Aeropuerto Internacional de Los Ángeles       | Volaris        |              |              |
| Total: 4 destinos, 1 país, 3 aerolíneas   |                                               |                |              |              |

## Estadísticas

### Tráfico anual
| Año  | Pasajeros Totales | cambio en % |
| 2008 | 421 900           | -           |
| 2009 | 284 500           | 32.56%      |
| 2010 | 294 100           | 3.40%       |
| 2011 | 328 500           | 11.70%      |
| 2012 | 400 100           | 21.80%      |
| 2013 | 456 600           | 14.10%      |
| 2014 | 540 500           | 18.37%      |
| 2015 | 633 100           | 17.10%      |
| 2016 | 693 700           | 9.60%       |
| 2017 | 754 100           | 8.7%        |
| 2018 | 855 669           | 15.54%      |
| 2019 | 847 975           | 0.90%       |
| 2020 | 475 600           | 44.6%       |
| 2021 | 793 400           | 66.8%       |
| 2022 | 929 300           | 17.1%       |
| 2023 | 914 879           | 1.5%        |
| 2024 | 963 040           | 5.26%       |
| ---- | ----------------- | ----------- |

### Rutas más transitadas
| Número | Ciudad                   | Pasajeros | Posición    | Aerolínea                      |
| ------ | ------------------------ | --------- | ----------- | ------------------------------ |
| 1      | Ciudad de México         | 157,652   | Sin cambios | Aeroméxico, Aeroméxico Connect |
| 2      | Tijuana, Baja California | 124,934   | Sin cambios | Volaris                        |
| 3      | Dallas, Texas            | 39,340    | Sin cambios | American Eagle                 |
| 4      | Houston, Texas           | 38,105    | 1           | United Express                 |
| 5      | Chicago, Illinois        | 37,277    | 1           | Volaris                        |
| 6      | Cancún, Quintana Roo     | 32,033    | 2           | Magnicharters, Volaris         |
| 7      | Los Ángeles, California  | 30,750    | Sin cambios | Volaris                        |
| 8      | Puerto Vallarta, Jalisco | 5,858     | Sin cambios | TAR                            |
| 9      | Monterrey, Nuevo León    | 5,551     | Sin cambios | TAR                            |

## Accidentes e incidentes
- El 11 de febrero de 1964 una aeronave Douglas DC-3-454 (C-49J) con matrícula XC-FAB operada por la Comisión Federal de Electricidad que cubría un vuelo entre el Aeropuerto de Aguascalientes y el Aeropuerto Internacional de la Ciudad de México, en el cual se transportaban a periodistas y ayudantes del candidato a la presidencia Gustavo Díaz Ordaz, sufrió una falla mecánica poco después de despegar, por lo que el piloto se vio obligado a realizar un aterrizaje forzoso en un viñedo cercano al aeropuerto, haciendo que la aeronave aterrizara "de panza". Los tripulantes y los pasajeros resultaron ilesos.[5][6]

- El 10 de abril de 1968 una aeronave Douglas R4D-3 (DC-3) con matrícula XA-GEV operado por Aerovías Rojas que cubría el vuelo inaugural de pasajeros y carga entre el Aeropuerto de Aguascalientes y el Aeropuerto Internacional de la Ciudad de México, se estrelló en una zona boscosa cerca de Villa del Carbón antes de comenzar su fase de aterrizaje. En el accidente murieron los 14 pasajeros y los 4 miembros de la tripulación.[7][8]

- El 13 de enero de 2011 una aeronave Cessna 172P Skyhawk con matrícula XB-KMU operada por Flight School Guadalajara que realizaba un vuelo de entrenamiento entre el Aeropuerto de Aguascalientes y el Aeropuerto de Guadalajara, tuvo que realizar un aterrizaje de emergencia sobre la Carretera Federal 70 tras sufrir una falla mecánica, resultando ilesos el instructor y el aprendiz.[9][10]

- El 20 de octubre de 2019 una aeronave Cessna 310Q con matrícula XB-SIG operado por Sistemas de Inteligencia Geográfica Aplicados (SIGA) que operaba un vuelo privado entre el Aeropuerto de Aguascalientes y el Aeropuerto de Pachuca, se estrelló en un cerro en municipio de El Marqués, matando a sus dos ocupantes.[11][12]

- El 5 de junio de 2020 una aeronave Cessna 210-5A con matrícula XB-LBW que operaba un vuelo privado entre el Aeropuerto de Aguascalientes y el Aeropuerto d Puerto Vallarta se precipitó a tierra en el municipio de San Sebastián del Oeste durante su fase de crucero, impactando contra terreno y matando a los 5 ocupantes, entre ellos el exalcalde de Aguascalientes Adrián Ventura Dávila.[13][14][15]

## Aeropuertos cercanos
Los aeropuertos más cercanos son:
- Aeropuerto Internacional del Bajío (124km)
- Aeropuerto Internacional de Zacatecas (138km)
- Aeropuerto Internacional de San Luis Potosí (147km)
- Aeropuerto Internacional de Guadalajara (166km)
- Aeropuerto Internacional General Francisco J. Múgica (247km)